# الکساندر بیلوزرسکی
الکساندر بیلوزرسکی (انگلیسی: Oleksandr Bilozerskyi؛ زادهٔ ۴ مهٔ ۱۹۶۴) بازیکن فوتبال اهل اتحاد جماهیر شوروی سوسیالیستی است.
از باشگاه‌هایی که در آن بازی کرده‌است می‌توان به باشگاه فوتبال کریفباس کریفیی ریه و باشگاه فوتبال تاوریا سیمفروپول اشاره کرد.